# 伯德伍德 (內布拉斯加州)
伯德伍德（英語：Birdwood）是位於美國內布拉斯加州林肯縣的非建制地區。

## 歷史
伯德伍德的郵局於1888年設立，其後於1896年停運。

## 地理
伯德伍德所處的海拔為高於海平面870米（即2854英呎），而該地所採用的時區為UTC-6，即北美中部时区（CST）。同時該地設有夏令時間，為UTC-6調快一小時，即UTC-5（CDT）。